# 6991 Тітібу
6991 Тітібу (6991 Chichibu) — астероїд головного поясу, відкритий 6 січня 1995 року.
Тіссеранів параметр щодо Юпітера — 3,490.